# Cowboy

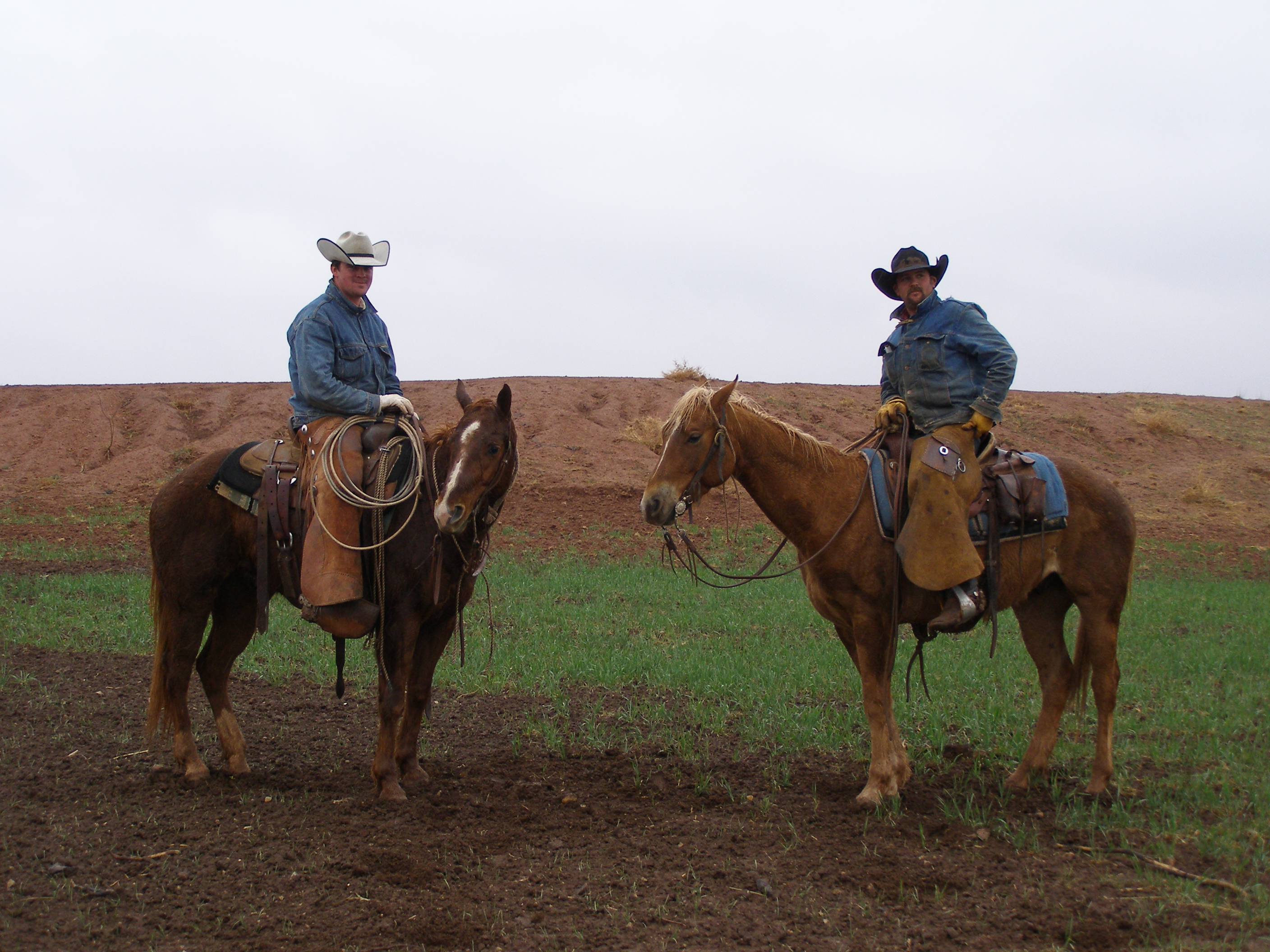
Cowboys texani

Un cowboy (spaniolă, vaquero) se ocupă cu creșterea vitelor și a cailor în America de Nord. Deși, aparent, conform traducerii din limba română, un cowboy ar fi un văcar, în realitate, există diferențe sensibile între cei doi termeni, ca utilizare lingvistică, geografică și funcție socială, respectiv ca extindere temporală.
Cowboy este un păzitor de vite din fermele nord-americane (din vestul Statelor Unite ale Americii și din provincia canadiană Alberta), devenit erou de literatură și de film.
Îmbrăcămintea caracteristică: basma, salopetă (ori jambieră), ciubote de cowboy, pălărie de cowboy, mănuși și pantaloni de blugi sau alții trainici. Echipamentul: arcan, pinteni, arme de foc (de regulă, pentru protejarea șeptelurilor de animalele de pradă din sălbăticie, ca și de câinii vagabonzi) și cuțit. Calul și harnașamentul pentru ocupația tradițională ori camioneta pentru cea modernă.   
Cowboy-ii altor țări, cu activități sau tradiții similare, sunt următorii: buttero (Italia), charro (Mexicul), csikós (Ungaria), gardian (Franța), gaucho (Argentina, Uruguay, Brazilia și Chile), huaso (Chile), stockman (Australia) și vaquero (Venezuela).   